# Belocephalus sleighti
Belocephalus sleighti är en insektsart som beskrevs av Davis, W.T. 1914. Belocephalus sleighti ingår i släktet Belocephalus och familjen vårtbitare. IUCN kategoriserar arten globalt som sårbar.

## Underarter
Arten delas in i följande underarter:
- B. s. simplex
- B. s. sleighti